# Indice poisson rivière
Pour les articles homonymes, voir IPR.
L' indice poisson rivière (IPR) est un des  indices utilisés en France pour utiliser l'ichtyofaune (peuplements de poissons) des rivières en tant qu'indicateur de la qualité de la rivière qui les abrite. Il présuppose que la qualité de la faune piscicole donne une image de l'état écologique général du milieu.

L’IPR vise en particulier à évaluer l'écart existant entre la qualité du peuplement échantillonné par pêche électrique sur un site (dit « station »)  et l'écopotentialité piscicole du site (un état de référence qui serait ce qu'on imagine être la population piscicole qui devrait être présente s'il n'y avait pas eu d'impacts significatifs de l'homme sur le milieu) et en amont et en aval. 
Pour cela il modélise les peuplements piscicoles tels qu'ils devraient être selon :
- distance du point d'échantillonnage à la source ;
- superficie du bassin-versant ;
- largeur et profondeur moyenne (tirant d'eau) de la station ;
- température moyenne de l’air (de janvier à juillet) ;
- relation au bassin hydrographique.

l'IPR été normalisé sous l'égide de l'AFNOR qui l'a validé en mai 2004, de manière qu'il puisse être utilisé dans différents environnements, en France métropolitaine.

## Histoire
Cet indice a été créé dans le cadre d'un programme scientifique et technique (clos en 2001), notamment pour répondre aux demandes de la Directive cadre sur l'eau (DCE) en matière d'évaluation provisoire de la qualité des masses d'eau, et pour mieux évaluer le chemin restant à parcourir pour atteindre le « bon état écologique » (cible de la DCE pour 2015).
Il repose sur deux hypothèses. La première est que le poisson est une bonne espèce sentinelle de la qualité des milieux aquatiques. La seconde est que l'intégrité écologique d'un cours d'eau se traduit par la présence de communautés piscicoles spécifiques des milieux présents de la source à l'estuaire .
C'est un outil d'évaluation environnementale et d'aide à la décision, qui s'intègre dans une approche État/Pression/Réponse, privilégiant de plus en plus une gestion restauratoire des écosystèmes et de la trame bleue, plutôt que des actions artificielles de réempoissonnement, elles-mêmes sources de nouveaux risques (ex : pollution génétique, introduction de parasites, ou de microbes antibiorésistants, etc) ;

## Éléments méthodologiques
Le calcul de l'indice repose sur la mesure des anomalies (au sens d'écart à la normale, de « déviations », métriques ou de peuplement) réputées être dues aux perturbations anthropiques. 

Les paramètres pris en compte sont réputés refléter l'état écologique de la masse d'eau (au point de mesure), via 
- la composition du peuplement piscicole
- sa richesse taxonomique
- sa structure trophique (des proies aux prédateurs)
- son abondance en poissons

La version normalisée de l’IPR donne une valeur, qui est la somme des valeurs des 7 métriques suivantes : 
1. nombre total d'espèces (NTE) ;
2. nombre d'espèces lithophiles (NEL) ;
3. nombre d'espèces rhéophiles (vivant dans le courant) (NER) ;
4. densité d'individus « tolérants » (DIT) ;
5. densité d'individus invertivores (DII) ;
6. densité d'individus omnivores (DIO) ;
7. densité totale d’individus (DTI).

Le score de ces « métriques » décrit l'importance de l’écart (dit « déviation ») entre le constat résultant de l'échantillonnage et la valeur de la métrique « attendue » en situation de référence. L'évaluation est probabiliste ; Quelle probabilité y a-t-il d'atteindre la situation "idéale" ?
Un IPR de 0 signifie qu'il n'y a aucun écart entre la situation mesurée et la situation jugée "idéale"; 
Un IPR élevé signale un écart important et donc un rattrapage à faire afin de respecter la DCE.
L'IPR est aussi en moyen d'affecter des classes de qualité aux différentes parties des cours d'eau, selon l'échelle suivante :
| Score IPR                    | Qualité estimée       |
| ---------------------------- | --------------------- |
| inférieur ou égal à 7        | Qualité excellent     |
| Score compris entre 7 et 16  | Bonne qualité         |
| Score compris entre 16 et 25 | Qualité médiocre      |
| Score compris entre 25 et 36 | Mauvaise qualité      |
| Score supérieur à 36         | Très Mauvaise qualité |

## Limites de la méthode
Pour être utile, et pour être renseigné à grande échelle, un bon indice ou indicateur doit être ni trop simplifiant, ni trop complexe. 

Tous les indices relatifs au Vivant ou concernant des systèmes complexes ont leurs limites. L' Indice poisson rivière doit être utilisé avec une certaine prudence, en raison des facteurs suivants :
- La qualité d'une population piscicole peut en partie être gravement affectée à moyen ou long terme par des problèmes situés hors du bassin versant. Par exemple, la régression des anguilles (s'aggravant depuis les années 1980) pourrait aussi être due aux perturbateurs endocriniens, à des toxique ou à des déséquilibres écologiques existant en mer des sargasses auxquels elles sont exposées durant leur parcours migratoires (à l'aller pour les reproducteurs, et au retour pour les larves leptocéphales puis civelles). Il reste néanmoins intéressant de constater le recul des anguilles, car leur régression induit des changements, probablement négatif dans le réseau trophique et les cycles biologiques du cours d'eau, et il traduit aussi des pollutions (pesticides, organochlorés qui s'accumulent volontiers dans leurs tissus gras) et donc un mauvais état écologique du cours d'eau.
- Dans des pays où la pression anthropique est importante depuis plus de 2000 ans (Europe de l'Ouest par exemple), la régression ou la disparition, souvent sur une grande partie de son aire de répartition, d'une faune sauvage prédatrice pour tout ou partie piscivore (loutres, hérons, ours, lynx, phoques et cétacés dans les estuaires, etc.) qui jouait un rôle important à long terme via la sélection naturelle et la limitation des parasitoses ou pathologies contagieuses des poissons a déjà affecté le bon état écologique de tous les cours d'eau et de leur bassin versant. Il en va de même de la disparition des embâcles naturels et des castors (C. fiber en Eurasie et C. canadensis en Amérique du Nord et de leurs barrages (là où ils existaient autrefois, dans presque tout l'hémisphère nord tempéré, dont en France). 
Or, les « stations » utilisées pour les états de références bien qu'étant jugées parmi les plus « naturelles » aujourd'hui, sont généralement en situation déjà dégradée de ce point de vue, en France métropolitaine au moins (mais ceci vaut aussi pour une part croissante de la Guyane et d'autres territoires d'outre-mer si l'on voulait y développer des IPR ; les barrages, l'aménagement de certains « sauts », les dégâts de l'orpaillage, la pêche et la chasse par des moyens moderne ou la déforestation ont déjà des impacts importants sur de nombreux cours d'eau.
- Malgré un nombre croissants d'indices archéo-paléontologiques[4], on ignore quelle était précisément le niveau de richesse piscicole avant, pendant la préhistoire quand les embâcles naturels ou les barrages de castors étaient bien plus nombreux, ou même durant le Moyen Âge, et on mesure mal comment les activités de l'homme ont pu ou non affecter les réseaux trophiques depuis 10 000 ans. Localement, la surpêche (par nasses, filets, empoisonnement) peut avoir été significative, dès l'antiquité et certainement depuis la renaissance. Le choix d'un état de référence pose donc des questions scientifiques encore non résolues, et des questions d'éthique environnementale ; Quel degré de naturalité faut il considéré comme "cible" associée au « bon état écologique » des rivières ?. Le choix actuel est d'aligner le bon état sur le meilleur état actuel, par type de milieu et contexte. C'est un compromis juridiquement et techniquement sécurisant, mais qui peut être écologiquement ou objectivement insatisfaisant.
- Des modèles ont été proposés pour donner des valeurs de chaque métrique de l'IPR pour n'importe quel point du réseau hydrographique national. L'état de référence « idéal » est en France basé sur des échantillonnages de 650 stations jugées pas ou faiblement impactées par l'Homme, et distribuées dans toute la France. Il n'est cependant pas aisé de délimiter les hydro-écorégions[5] les zonations écologiques des eaux courantes (surtout du point de vue de la faune aquatique[6],[7] qui peut être sensible à des nuances de température, luminosité, qualité de l'eau... qui nous sont cachées.
- Les populations et densité de poissons évoluent saisonnièrement et fortement selon les régions et type de cours d'eau et de portion de cours d'eau. Les populations de certaines espèces (anguille, vairon, goujon connaissent une certaine cyclicité, et des rassemblements de poissons peuvent se produire à des endroits différents selon les années). Des crues ou sécheresses importantes, suivies de problèmes d'érosion ou turbidité, à certaines époques de l’année peuvent affecter ces populations d'une manière laissant penser que la qualité écologique du milieu s'est dégradée, ou améliorée[8]. Des mesures répétée sur un pas de temps assez longs sont nécessaires pour dessiner des tendances sûres.
- Cet indice peut ignorer les effets dans un premier temps discrets de certains polluants (ex perturbateurs endocriniens) ou d'effets globaux tels que ceux du réchauffement climatique[9] qui semble en cours. Ce réchauffement cause une remontée des poissons vers le nord bien plus rapide en mer qu'en rivière ou malgré la présence d'un nombre croissant de canaux mettant en communication des bassins versants éloignés, les poissons ne peuvent migrer aussi rapidement pour gagner des milieux plus appropriés à leurs exigences écologiques.
- Il ne faut pas non plus attendre de cet indice qui explique les régression ou l'augmentation de tel ou tel type ou guildes de poissons observées dans tout ou partie du milieu.
- En cas d'augmentation de l'écart, alerte utilement sur l'existence d'impacts négatifs (éventuellement passés inaperçus pour d'autres groupes d'espèces), mais il peut aussi y avoir localement quelques biais d'interprétation, par exemple 
  - si le point d'échantillonnage est mal choisi. Ce peut être le cas pour un site qui serait un puits écologique, c'est-à-dire apparemment riche en poissons, mais en fait « alimenté » par des individus provenant de sous-populations différentes de l'amont ou de l'aval. Ce peut être le cas en situation de piège écologique pouvant donner une fausse impression de bon état écologique. Une approche fine par bassin et métapopulation peut limiter ces risques de biais, mais est  plus coûteuse et longue.
  - si on confond une augmentation naturelle de population ou de taille de certains poissons avec l'effet de rempoissonnements non déclarés aux opérateurs.
  - dans une eau peu profonde, des pêches électriques mal faites ou trop souvent répétées pourraient affecter les alevins, la réussite de la ponte et certaines espèces (voir article Pêche électrique).
  - un certain nombre de mares, étangs, prairies (frayères à brochets par exemple) temporairement inondées peuvent être naturellement ou artificiellement temporairement reliées à des eaux courantes (lors d'inondation ou par le jeu de vannes ou déversoirs de trop-plein de retenues. L'importance de leurs impacts positifs ou négatifs et de leur valeur écologique pour divers groupes d'espèces au sein de l'ichtyofaune ou d'une métapopulation restent discutés et mal mesurés[10].
  - Enfin, pour l'ESA-CNRS (laboratoire Écologie des Eaux Douces et des Grands Fleuves) ou le MNHN, chargé de l'inventaire de la biodiversité en France, le caractère plus ou moins patrimonial ou même autochtone de certaines espèces de poissons assez récemment introduites (ou déplacées) en France  est encore discutable ou a été attribué à tort[11].